# Albert Rafetraniaina
Albert Tokinirina Rafetraniaina, né le 9 septembre 1996 à Ambohitrony, à Madagascar, est un footballeur international malgache. Il joue au poste de défenseur.

## Biographie

### Carrière en club
Né sur l'île de Madagascar, Rafetraniaina arrive en France à l'âge de onze ans. Il prend une licence au club marseillais du Sporting Club Air Bel et intègre l'équipe des deuxième année U13 en 2007. Il reste trois ans au sein de ce club avant d'être repéré par l'OGC Nice.
Il remporte la Coupe Gambardella avec les jeunes niçois lors de l'édition 2011-2012 et fait ses débuts professionnels le 6 octobre 2012, face au Stade de Reims, remplaçant en fin de match Jérémy Pied. Il devient le plus jeune joueur à disputer un match avec l'OGC Nice à seize ans et vingt-sept jours. Pendant deux saisons, il dispute cinq matchs avec l'équipe professionnelle avant d'alterner les matchs comme titulaire et remplaçant lors du championnat 2014-2015. Utilisé à seulement deux reprises dans l'effectif professionnel l'exercice suivant, il rejoint le 25 janvier 2016 le Red Star en prêt.
Le 26 juin 2019, il est retenu dans le groupe de l'UNFP FC, équipe qui permet à des footballeurs professionnels au chômage de faire une préparation physique correcte et d'effectuer plusieurs matchs amicaux contre des équipes professionnelles, ceci dans l'objectif de se montrer et de décrocher un contrat professionnel.
Le 16 août 2019, il rejoint l’AS Bisceglie, évoluant en Serie C. Il a fait ses débuts après le 25 août pour devenir le premier footballeur malgache à avoir joué professionnellement en Italie. Il n'est pas conservé à l'issue de la saison.
Le 20 octobre 2020, il rejoint le Molfetta Calcio fraîchement promu en Serie D.

### Carrière internationale
Rafetraniaina joue son premier match au niveau international avec l'équipe de France des moins de 18 ans, le 21 mai 2014, contre la Croatie. Titulaire, il est remplacé par Younès Bnou Marzouk lors de la deuxième mi-temps.
Il honore sa premiere sélection avec les bareas en 2017 lors d'un match amical face à Togo,match qui s'est terminé sur un score vierge(0-0).

## Statistiques
| Saison                | Club                  | Championnat           | Championnat | Championnat | Championnat | Coupe nationale | Coupe nationale | Coupe nationale | Coupe de la Ligue | Coupe de la Ligue | Coupe de la Ligue | Compétition(s) continentale(s) | Compétition(s) continentale(s) | Compétition(s) continentale(s) | Compétition(s) continentale(s) | Total | Total | Total |
| Saison                | Club                  | Division              | M.          | B.          | P.d.        | M.              | B.              | P.d.            | M.                | B.                | P.d.              | Comp.                          | M.                             | B.                             | P.d.                           | M.    | B.    | P.d.  |
| 2012-2013             | OGC Nice              | Ligue 1               | 1           | 0           | 0           | 0               | 0               | 0               | 1                 | 0                 | 0                 | -                              | -                              | -                              | -                              | 2     | 0     | 0     |
| 2013-2014             | OGC Nice              | Ligue 1               | 4           | 0           | 0           | 0               | 0               | 0               | 0                 | 0                 | 0                 | C3                             | 0                              | 0                              | 0                              | 4     | 0     | 0     |
| 2014-2015             | OGC Nice              | Ligue 1               | 21          | 0           | 0           | 0               | 0               | 0               | 0                 | 0                 | 0                 | -                              | -                              | -                              | -                              | 21    | 0     | 0     |
| 2015-2016             | OGC Nice              | Ligue 1               | 1           | 0           | 0           | 0               | 0               | 0               | 0                 | 0                 | 0                 | -                              | -                              | -                              | -                              | 1     | 0     | 0     |
| 2016-2017             | OGC Nice              | Ligue 1               | 0           | 0           | 0           | 0               | 0               | 0               | 0                 | 0                 | 0                 | C3                             | 1                              | 0                              | 0                              | 1     | 0     | 0     |
| 2017-2018             | OGC Nice              | Ligue 1               | 0           | 0           | 0           | 0               | 0               | 0               | 0                 | 0                 | 0                 | C1+C3                          | 0                              | 0                              | 0                              | 0     | 0     | 0     |
| 2018-2019             | OGC Nice              | Ligue 1               | 0           | 0           | 0           | 0               | 0               | 0               | 0                 | 0                 | 0                 | -                              | -                              | -                              | -                              | 0     | 0     | 0     |
| Sous-total            | Sous-total            | Sous-total            | 27          | 0           | 0           | 0               | 0               | 0               | 1                 | 0                 | 0                 | -                              | 1                              | 0                              | 0                              | 29    | 0     | 0     |
| 2015-2016             | Red Star (prêt)       | Ligue 2               | 3           | 0           | 0           | -               | -               | -               | -                 | -                 | -                 | -                              | -                              | -                              | -                              | 3     | 0     | 0     |
| Sous-total            | Sous-total            | Sous-total            | 3           | 0           | 0           | -               | -               | -               | -                 | -                 | -                 | -                              | -                              | -                              | -                              | 3     | 0     | 0     |
| 2019-2020             | AS Bisceglie          | Serie C               | 25+2        | 0           | 1           | 3               | 0               | 0               | -                 | -                 | -                 | -                              | -                              | -                              | -                              | 30    | 0     | 1     |
| Sous-total            | Sous-total            | Sous-total            | 27          | 0           | 1           | 3               | 0               | 0               | -                 | -                 | -                 | -                              | -                              | -                              | -                              | 30    | 0     | 1     |
| 2020-2021             | Molfetta Calcio       | Serie D               | 13          | 0           | 1           | 0               | 0               | 0               | -                 | -                 | -                 | -                              | -                              | -                              | -                              | 13    | 0     | 1     |
| Sous-total            | Sous-total            | Sous-total            | 13          | 0           | 1           | 0               | 0               | 0               | -                 | -                 | -                 | -                              | -                              | -                              | -                              | 13    | 0     | 1     |
| Total sur la carrière | Total sur la carrière | Total sur la carrière | 70          | 0           | 2           | 3               | 0               | 0               | 1                 | 0                 | 0                 | -                              | 1                              | 0                              | 0                              | 75    | 0     | 2     |

## Palmarès
- Vainqueur de la Coupe Gambardella en 2012 avec l'OGC Nice.